# 지옥만세
지옥만세는 한국에서 제작된 임오정 감독의 2023년 모험 영화이다. 오우리 등이 주연으로 출연하였다.

## 출연

### 주연
- 오우리 : 쏭남(송나미) 역
- 방효린 : 황구라(황선우) 역

### 조연
- 정이주 : 박채린 역
- 박성훈 : 한명호 역
- 이은솔 : 혜진